# Mennonitiska världskonferensen
Mennonitiska världskonferensen är en internationell gemenskap av 96 kristna trossamfund från 51 olika länder, med bakgrund i den mennonitiska och anabaptistiska rörelsen.
Den tyske mennonitpastorn Christian Neff tog initiativet till den första världskonferensen i Basel 1925, för att högtidlighålla anabaptismens 400-årsjubileum.
Neff låg också bakom de två följande konferenserna, 1930 och 1936.
Efter andra världskriget har tolv världskonferenser genomförts. Den senaste konferensen genomfördes i juli 2015 i Pennsylvania.

## Medlemmar
Några av de större medlemskyrkorna är:
- Brethren in Christ Church
- Meserete Kristos Church
- Mennonite Church USA
- Mennonite Church Canada